# Tom Owen
Thomas Gary Owen (1992) is een Welsh voetbalscheidsrechter. Hij is in dienst van FIFA en UEFA sinds 2021. Ook leidt hij sinds 2016 wedstrijden in de Cymru Premier.
Op 16 oktober 2016 leidde Owen zijn eerste wedstrijd in de Welshe nationale competitie. Tijdens het duel tussen Cardiff Metropolitan University en Cefn Druids (5–0) trok de leidsman driemaal de gele kaart. In Europees verband debuteerde hij op 15 juli 2021 tijdens een wedstrijd tussen NSÍ Runavík en FC Honka in de eerste voorronde van de UEFA Europa Conference League; het eindigde in 1–3 en Owen deelde vijf gele kaarten uit. Zijn eerste interland floot hij op 29 maart 2022, toen Malta met 2–0 won van Koeweit in een vriendschappelijke wedstrijd. Alex Satariano en Teddy Teuma zorgden voor de doelpunten. Tijdens dit duel gaf Owen twee gele kaarten, beiden aan de Koeweitse spelers.

## Interlands
| Datum            | Plaats        | Wedstrijd           | Uitslag | Competitie        | Kreeg geel | Kreeg voor de tweede keer geel en dus rood | Weggestuurd |
| ---------------- | ------------- | ------------------- | ------- | ----------------- | ---------- | ------------------------------------------ | ----------- |
| 29 maart 2022    | Attard, Malta | Malta – Koeweit     | 2 – 0   | Vriendschappelijk | 2          | 0                                          | 0           |
| 4 september 2024 | Gibraltar     | Gibraltar – Andorra | 1 – 0   | Vriendschappelijk | 4          | 0                                          | 0           |

Laatst bijgewerkt op 18 september 2024.